# سوتل رباعي الزوايا
سوتل رباعي الزوايا (الاسم العلمي:Dasylirion quadrangulatum) هو نوع من النباتات يتبع جنس السوتل من الفصيلة الهليونية.